# 兪斌
兪斌（ゆ ひん、ユィ・ビン 、俞斌、1967年4月16日 - ）は、中華人民共和国の囲碁棋士。浙江省天台県出身、中国囲棋協会所属、九段。LG杯世界棋王戦優勝、棋王戦2連覇など。馬暁春と常昊らの中間世代にあって安定した好成績を収めた。ニックネームは「常青樹」「江南才子」「魚頭」。

## 経歴
7歳で囲碁を覚え、12歳で集中訓練隊に入り、1982年に三段に認定。1987年に新体育杯戦に優勝して初タイトル。1991年に九段。1997年にCCTV杯に準優勝し、テレビ囲碁アジア選手権戦に出場して優勝。1999年に全国昇段戦で知り合った王亦青と結婚。2004年にCCTV杯準優勝から、テレビ囲碁アジア選手権戦優勝。棋王戦で2000年から2連覇。また2000年にLG杯世界棋王戦で、決勝で劉昌赫を3-1で破って優勝。2001年に棋聖戦の決勝七番勝負で、張文東に4勝2敗で勝ってタイトル獲得。
2011年天元戦挑戦者決定戦進出。
中国棋士ランキングでは、1997年から1999年1月まで常昊、馬暁春に次いで3位。その後も10位前後をキープしている。甲級リーグでは重慶、浙江、山東、貴州衛視などで2011年まで出場。全国囲棋個人戦で準優勝6回の記録は珍しい。
2007年に中国女子チームのコーチ、2009年に中国チーム主任コーチに就任。
2017年に農心杯での中国優勝などの功績により、CCTV体育風雲人物の最佳コーチ部門候補に選出された。

## タイトル歴

### 国際棋戦
- テレビ囲碁アジア選手権戦 1997、2004年
- LG杯世界棋王戦 2000年

### 国内棋戦
- 新体育杯戦 1987、92年
- 海峡杯全国囲棋招待戦 1987年
- 五牛杯全国囲棋精英戦 1990年
- 大盛杯囲棋快棋戦 1990年
- 大国杯全国囲棋名人招待戦 1996年
- 双輪杯中国囲棋国手招待戦 1998年
- 棋王戦 2000-01年
- 棋聖戦 2001年
- 阿含・桐山杯中国囲棋快棋公開戦 2002年
- 華潤飯店杯囲棋超覇戦 2002年
- 衢州・爛柯杯中国囲棋冠軍戦 2006年

### その他の棋歴
国際棋戦
- LG杯世界棋王戦 準優勝 2005年、ベスト4 1999年
- 東洋証券杯世界選手権戦 ベスト4 1998年
- 応昌期杯世界プロ囲碁選手権戦 ベスト4 2000年
- 春蘭杯世界囲碁選手権戦 ベスト8 2001
- トヨタ&デンソー杯囲碁世界王座戦 ベスト4 2003年
- 三星火災杯世界囲碁オープン戦 ベスト8 2006年
- 中日韓囲棋元老戦 2019年準優勝
- 1004島新安国際シニア囲碁大会 2019年個人戦準優勝、団体戦 2-1（×劉昌赫、○王銘琬、○依田紀基）
- 阿含・桐山杯日中決戦 2002年 x趙治勲
- 廬陽志邦杯日中韓ペア碁名人選手権 優勝 2014,15年（芮廼偉とペア）
- 国際名人ペア碁トーナメント 準優勝 2012年（張璇とペア）
- 国手山脈杯国際囲棋戦 2019年ペア碁戦準優勝（高星とペア）
- 日中囲碁決戦 1987年 2-1（2-0 大矢浩一、x依田紀基）、1989年 0-1（x小松英樹）
- 日中スーパー囲碁
  - 1988年 0-1（×依田紀基）
  - 1989年 2-1（○山城宏、○石田芳夫、×坂田栄男）
  - 1991年 1-1（○淡路修三、×小林覚）
  - 1992年 1-1（○依田紀基、×小林覚）
  - 2015年日中スーパー囲碁30周年記念戦 ×今村俊也
- SBS杯世界囲碁最強戦 1991年 2-1（○劉昌赫、○武宮正樹、x徐能旭）
- 真露杯SBS世界囲碁最強戦
  - 1993年 0-1（×劉昌赫）
  - 1994年 0-1（×徐奉洙）
  - 1996-97年 2-1（○淡路修三、○金栄桓、×徐奉洙）
- ロッテ杯中韓囲碁対抗戦
  - 1995年 2-0（○姜勲、○徐能旭）
  - 1996年 1-1（x劉昌赫、○徐能旭）
  - 1997年 1-1（x劉昌赫、○鄭壽鉉）
- 農心辛ラーメン杯世界囲碁最強戦
  - 2001年 0-1（×曺薫鉉）
  - 2002年 2-1（○劉昌赫、○加藤正夫、×曺薫鉉）
  - 2004年 0-1（×張栩）
- CSK杯囲碁アジア対抗戦
  - 2002年 2-0（○楊嘉源、○羽根直樹）
  - 2003年 2-1（○曺薫鉉、×張栩、○羽根直樹）
  - 2004年 2-1（○山下敬吾、×王立誠、○宋泰坤）
- 亜芸杯両岸囲棋対抗戦 2007年 3-0（○陳詩淵、○周俊勲、○林至涵）
- 葫芦島碧桂园杯中日韓囲棋団体対抗戦 2021年 2-0（○劉昌赫、○小林覚）

国内棋戦
- 日立杯囲棋混双戦 優勝 1998年（豊雲とペア）
- 名人戦 準優勝 1988年、挑戦者 1990、2005年
- 新体育杯戦 挑戦者 1989年
- 棋王戦 準優勝 1989年
- 十強戦 1989年6位、1991年5位、1992年3位
- 全国囲棋個人戦 準優勝 1991、93、94、95、96、98年
- 覇王戦 準優勝 1995年
- CCTV杯中国囲棋電視快棋戦 準優勝 1997、2004年
- 楽百氏杯囲棋戦 挑戦者 2002年
- 永達杯王中王戦 準優勝 2002年
- 威浮房開杯棋王戦準優勝 2003年
- 生活家杯中国囲棋争覇戦 2009年2位
- 全国智力運動会 男女ペア戦 2009年3位（范蔚菁とペア）、2011年2位（范蔚菁とペア）
- リコー杯囲棋混双戦 準優勝 2014年（芮廼偉とペア）
- 中国囲棋甲級リーグ戦
  - 2000年（重慶建設摩托）14-4
  - 2001年乙級（浙江新湖）
  - 2002年（浙江新湖）17-4
  - 2003年（山東魯抗晩）14-6
  - 2004年（貴州衛視）14-2
  - 2005年（貴州衛視）11-10
  - 2006年（重慶冷酸）13-8
  - 2007年（重慶冷酸霊）13-8
  - 2008年（重慶冷酸霊）14-7
  - 2009年（重慶冷酸霊）11-11
  - 2010年（重慶冷酸霊）5-8
  - 2011年（安徽寧国市政）8-13

## 注
1. ↑  棋闻详情「中国围棋队总教练俞斌访谈」
2. ↑  新浪体育「俞斌：中国围棋有喜有忧 学围棋学业一定要完成」2012.4.28
3. ↑  2017CCTV体坛风云人物年度评选初评大名单揭晓2017.12.5